# Bad Soden-Salmünster
Bad Soden-Salmünster település Németországban, Hessen tartományban. Lakosainak száma 13 960 fő (2023. december 31.). Bad Soden-Salmünster Obersinn és Steinau an der Straße községekkel határos.

## Népesség
A település népességének változása:
| Lakosok száma | 13 953 | 13 399 | 13 370 | 13 540 | 13 823 | 13 960 |
|               | 2015   | 2017   | 2019   | 2021   | 2022   | 2023   |